# Dannie Richmond
Charles Daniel "Dannie" Richmond (15. december 1935 i New York – 15. marts 1988 i New York, USA) var en amerikansk jazztrommeslager. 
Richmond startede oprindeligt som tenorsaxofonist i et Rock band, men blev så opdaget af Charles Mingus , som hyrede ham som trommeslager i sin gruppe. 
Richmond spillede med Charles Mingus til dennes død i 1979, og dannede derefter gruppen The Mingus Dynasty, som kørte Mingus stil og tradition videre.
Denne gruppe indeholdte musikere såsom Joe Farrell, Cameron Brown, Don Pullen og Jon Faddis. Richmond har desuden også lavet solo lp´er i Kvartet/Kvintet Format.

## Diskografi
- Dannie Richmond – In Jazz For The Culture Set
- Dannie Richmond – Ode To Mingus
- Dannie Richmond – Dannie Richmon Plays Charles Mingus
- Dannie Richmond – Dionysius
- Dannie Richmond – Jazz A Confronto
- Dannie Richmond – Dannie Richmond Quintet

## Eksterne kilder og henvisninger
- Biografi mm